# Pterolophia siamensis
Pterolophia siamensis là một loài bọ cánh cứng trong họ Cerambycidae.